# 455 Mieszany Pułk Lotniczy
455 Mieszany Pułk Lotniczy (ros. 455-й смешанный авиационный полк) – samodzielny oddział Sił Zbrojnych Federacji Rosyjskiej w ramach Zachodniego Okręgu Wojskowego; podlega 1. Dowództwu Sił Powietrznych i Obrony Przeciwlotniczej.
Siedzibą sztabu i dowództwa brygady jest Woroneż.